# نهادینه‌ها (ژوستینین)

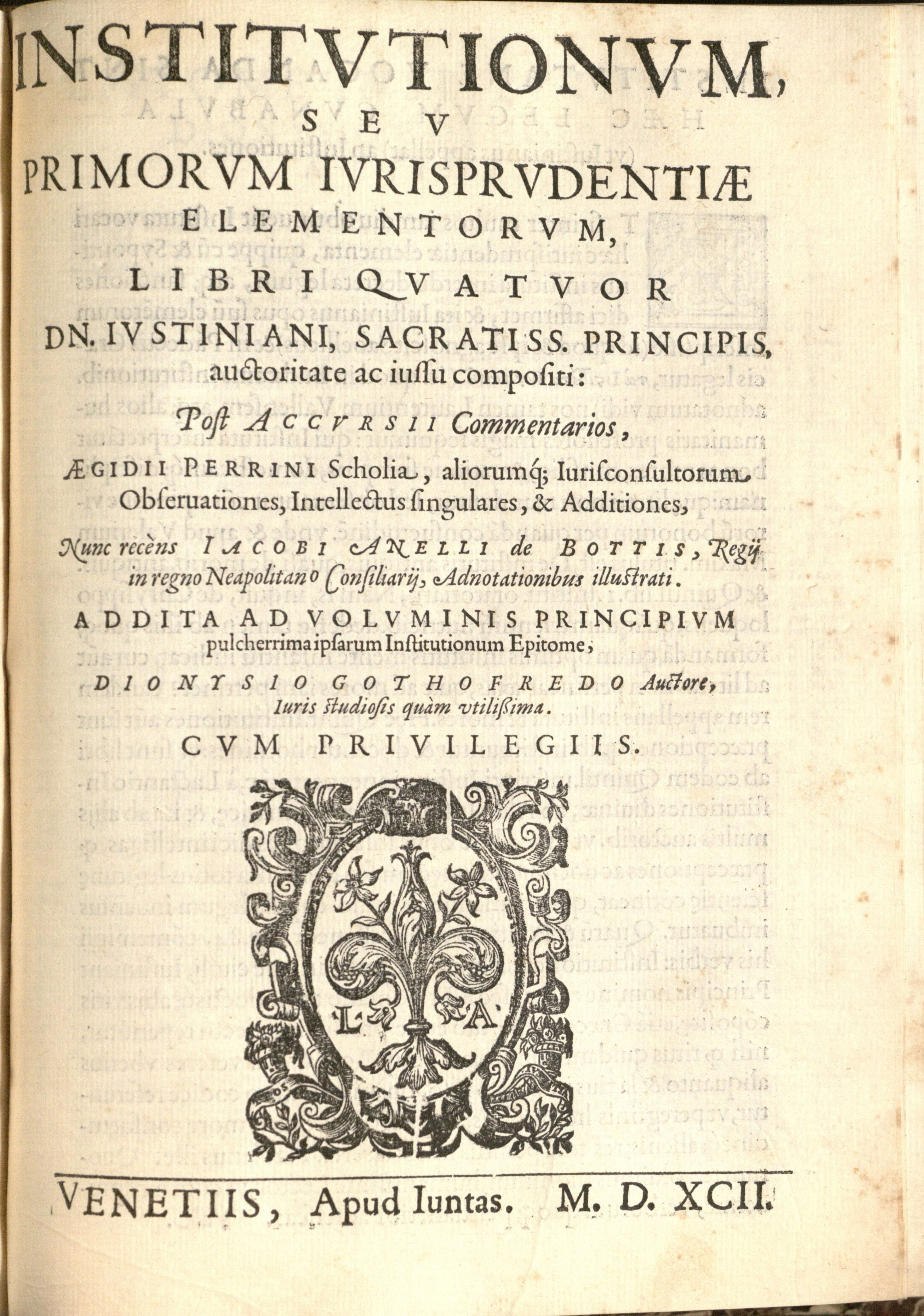
نمونه کتاب

نهادینه‌ها (لاتین: Institutiones) جزئی از بدنه قانون مدنی، قانونگذاری قرن ششم قانون روم است که توسط امپراتور امپراتوری بیزانس، ژوستینین یکم دستور داده شده‌است.